# Palácio das Cinzas

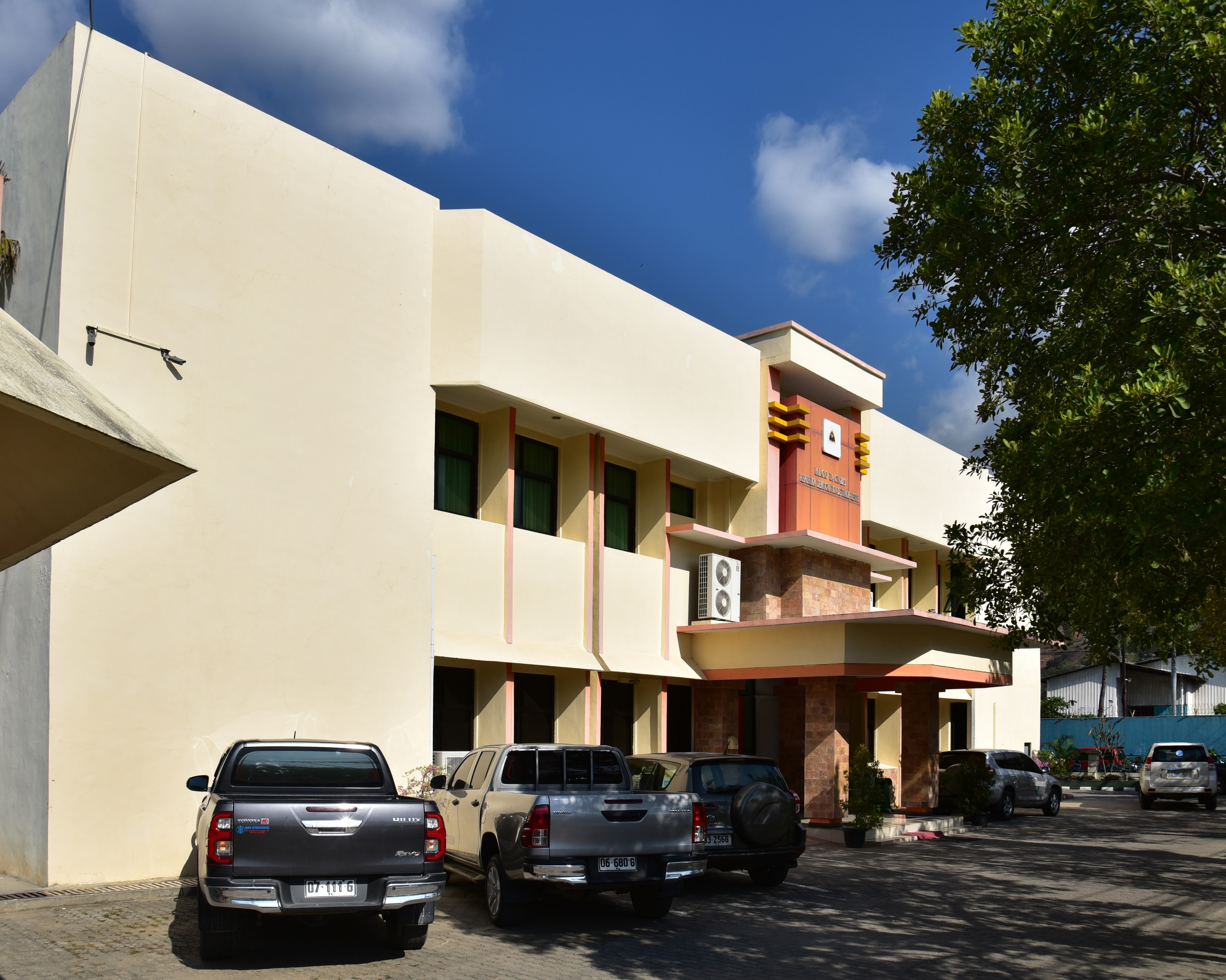
Palácio das Cinzas (2023)

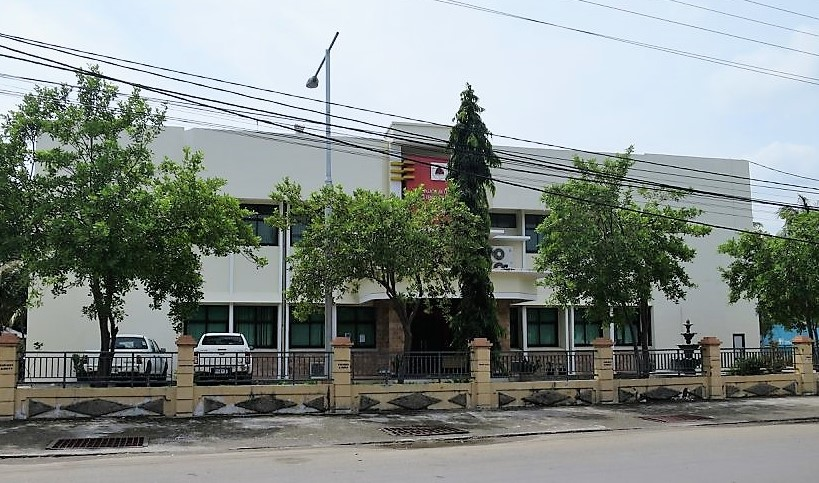
Palácio das Cinzas (2018)

Der Palácio das Cinzas (deutsch Aschenpalast, englisch Palace of Ashes) ist der ehemalige Amtssitz des Staatspräsidenten Osttimors. Das Gebäude befindet sich im Stadtviertel Rumbia (Suco Caicoli) in der Rua Palácio das Cinzas (ehemals Teil der Rua de Caicoli). Als Amtssitz des Staatsoberhauptes wurde es 2009 vom Palácio Presidente Nicolau Lobato abgelöst. Heute befindet sich im Palácio das Cinzas der Hauptsitz des Gesundheitsministeriums.
Während der indonesischen Besatzungszeit diente das Gebäude als Polizeistation und Kraftfahrzeugzulassungsstelle. In der Gewaltwelle durch die indonesische Operation Donner 1999 wurde das Gebäude niedergebrannt. Nur die Mauern blieben stehen. Der Name „Aschenpalast“ ist eine Hommage an den Befreiungskampf der Osttimoresen. In der dachlosen Ruine wurden nur einzelne Räume eingerichtet, so das Amtszimmer des Präsidenten. Erst viel später erfolgte eine Renovierung und der Wiederaufbau des Gebäudes.